# Grünes Tor (Danzig)

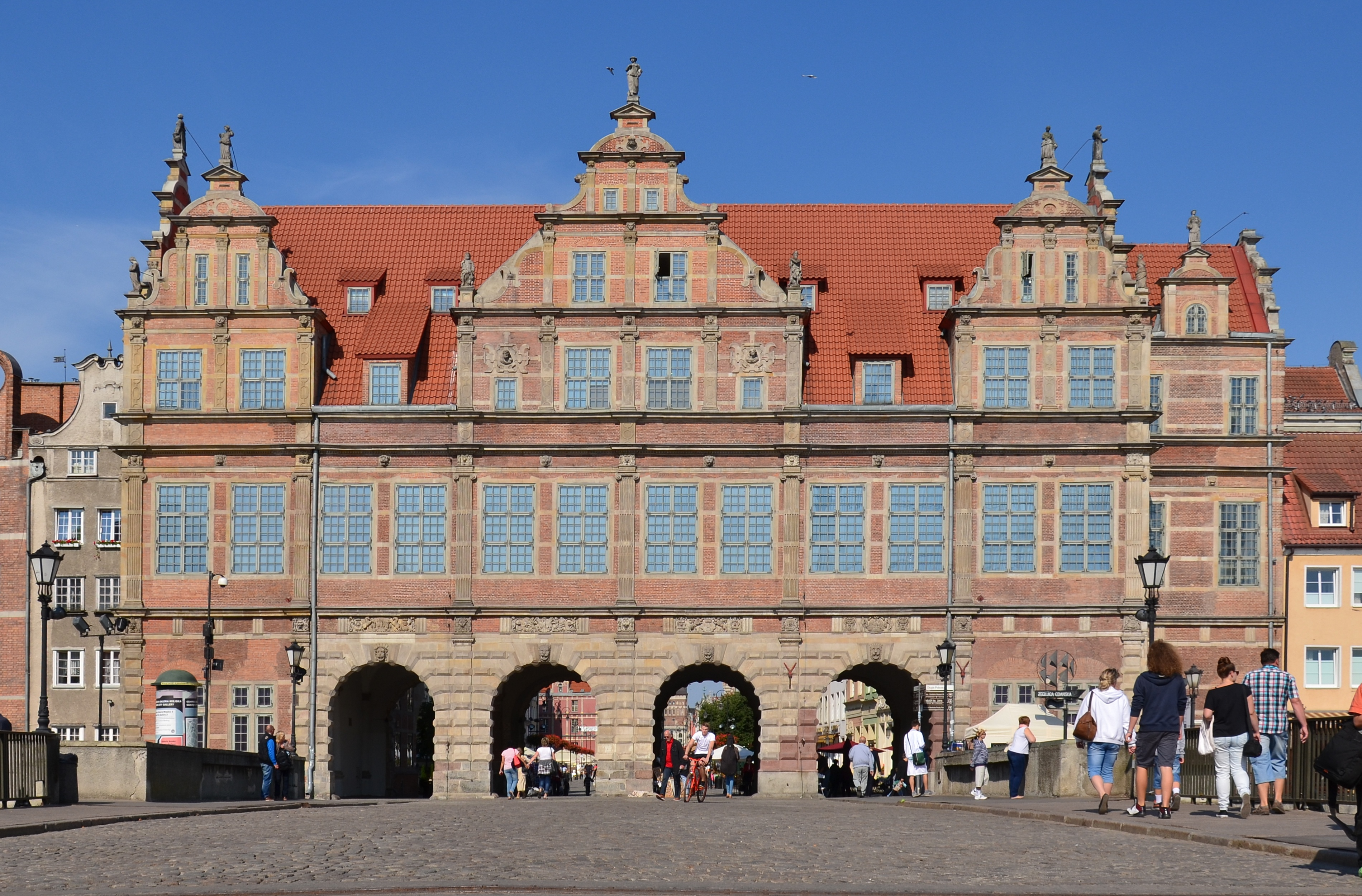
Grünes Tor

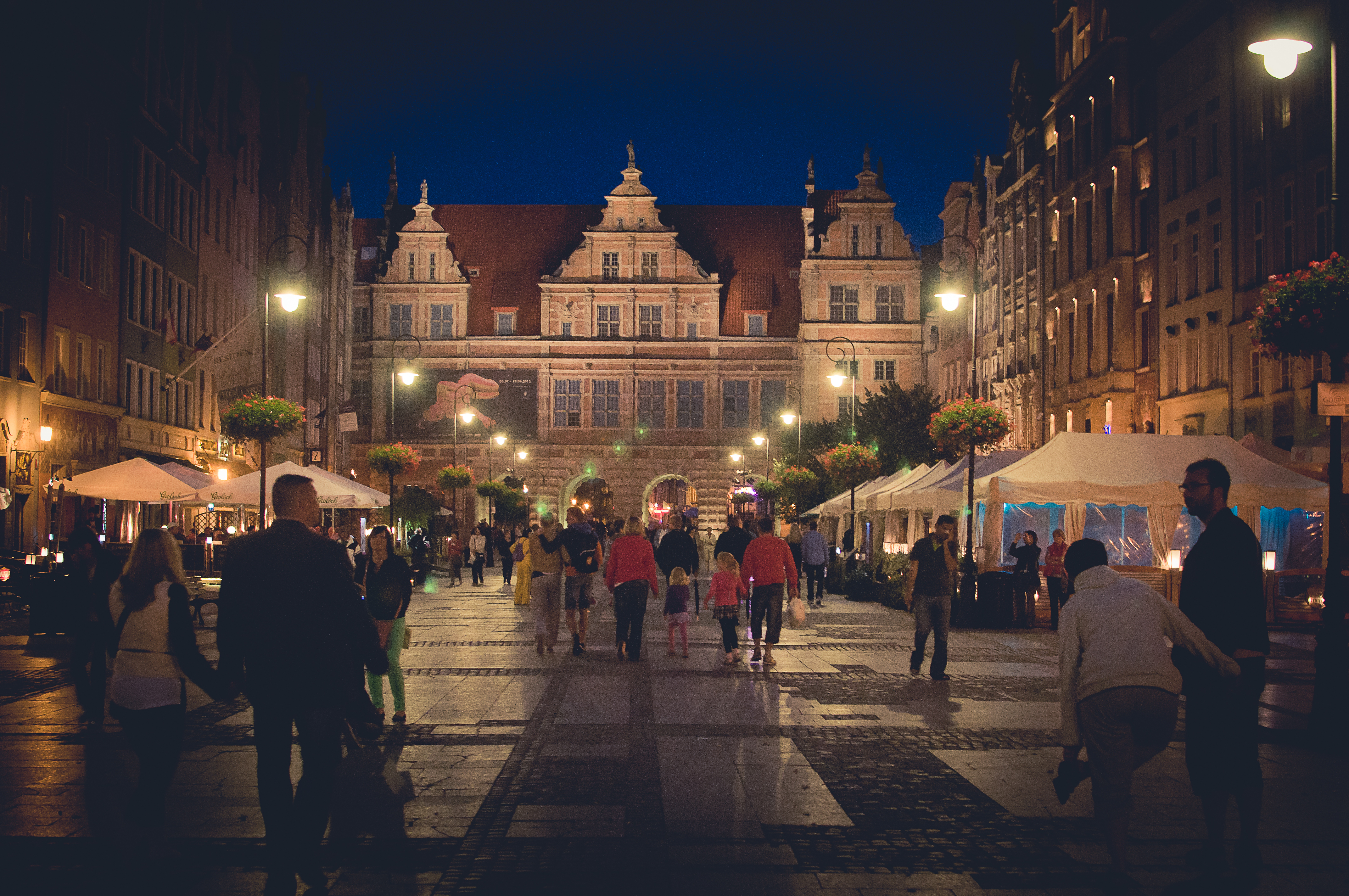
Ansicht vom Langen Markt bei Nacht auf das Grüne Tor

Das Grüne Tor (polnisch Brama Zielona) ist ein Stadttor in Danzig zwischen dem Langen Markt (Długi Targ), dessen östlichen Abschluss es bildet, und der Mottlau (Motława).

## Geschichte
Das Stadttor wurde von 1564 bis 1568 im prunkvollen flämischen Manierismus erbaut und ist der Nachfolgerbau des Koggentors aus dem 14. Jahrhundert. Die Baupläne stammen von Hans Kramer. Die Bauarbeiten leitete der berühmte Baumeister Regnier von Amsterdam. An der Front dieses Gebäudes wurden vier gleich hohe und gleich breite Durchgänge eingebaut. Das Bauwerk ist mit einigen Räumen ausgestattet und sein Aufbau vermittelt eher den Eindruck, ein Schloss zu sein. Das Gebäude erhielt den Namen „grünes Tor“, weil seine Fassade grün gestrichen war. Ursprünglich war es als Stadtresidenz für die polnischen Könige vorgesehen, jedoch war es nur Luisa Maria Gonzaga, die sich vor ihrer Vermählung mit König Władysław IV. Wasa im Grünen Tor aufhielt. 
Nach Zerstörung im Zweiten Weltkrieg wurde das Tor wieder aufgebaut. 2002 kam es zu einem Teileinsturz, der in kurzer Zeit behoben werden konnte.

## Nutzung
Im späten 18. Jahrhundert hatte die Naturforschende Gesellschaft im Torgebäude ihren Sitz, sie zog aber dann in ein eigenes Gebäude. 
Seit dem Ende des 20. Jahrhunderts befindet sich eine Abteilung des Nationalmuseums in seinen Räumen. Ausstellungen, Tagungen, Konferenzen und Veranstaltungen finden hier statt. Der ehemalige polnische Präsident Lech Wałęsa nutzte ein Büro im Torhaus. Seit Januar 2015 befindet sich dieses im Europäischen Zentrum der Solidarność (ECS).